# Troița, Șumen
Troița (în bulgară Троица) este un sat în comuna Veliki Preslav, regiunea Șumen,  Bulgaria. 

## Demografie
Componența etnică a satului Troița
     Turci (52,58%)
     Bulgari (45,56%)
     Nicio identificare (1,85%)
     Altele (0%)
La recensământul din 2011, populația satului Troița era de 755 locuitori. Din punct de vedere etnic, majoritatea locuitorilor (52,58%) erau turci, cu o minoritate de bulgari (45,56%). Pentru 1,85% din locuitori nu este cunoscută apartenența etnică.